# Hruń (rejon ochtyrski)
Hruń (ukr. Грунь) – wieś na Ukrainie, w obwodzie sumskim, w rejonie ochtyrskim, siedziba hromady. W 2001 liczyła 2220 mieszkańców.